# Болтин, Александр Арсентьевич
Алекса́ндр Арсе́ньевич Болти́н (13 августа 1832, Псковская губерния — 22 апреля 1901, Одесса, Херсонская губерния) — русский мореплаватель, командир пароходо-корвета «Америка» (1858—1867), первооткрыватель бухты Находка залива Америка.

## Биография
Александр Болтин родился в 1832 году в дворянской семье в собственном имении. С 1849 года служил мичманом на знаменитом фрегате «Паллада», позже совершил кругосветное путешествие. В ходе плавания на фрегате, один из мысов на Корейском полуострове был назван в его честь — мыс Болтина (ныне мыс Мусудан).

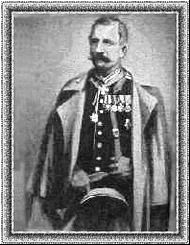
Болтин Александр Арсентьевич

В 1855 году в звании лейтенанта А. А. Болтин выехал служить на Дальний Восток России. 9 (21) февраля 1855 года переведен в 47-й флотский экипаж с производством в чин капитан-лейтенант.
В начале июня 1856 года А. А. Болтин был назначен командиром транспорта «Иртыш».
В 1857 году А. А. Болтин получил под командование пароход «Амур».
8 августа 1858 года принял командование пароходо-корветом «Америка», на котором в 1859 году в экспедиции под командованием генерал-губернатора Восточной Сибири графа Н. Н. Муравьёва-Амурского открыл заливы Америка, Амурский, Уссурийский, бухты Находка, Золотой Рог, пролив Босфор Восточный, остров Русский, произвёл большую исследовательскую работу в заливе Петра Великого. 17 (29) апреля 1862 года произведен в капитаны 2-го ранга.
За время службы в Сибирской военной флотилии награждён орденами и медалями. В 1866 году А. А. Болтину присвоили звание капитана 1-го ранга.
В марте 1870 года он вышел в отставку. Последние годы жизни проживал в Одессе, где служил брандмайором Одесской пожарной бригады.
Умер Александр Арсентьевич в 1901 году, скромный некролог был напечатан в городской газете «Одесский листок». Похоронен на старом кладбище Одессы, которое отсутствует на современных картах города.

## Память
В 1885 году Александр Арсентьевич написал картину «Пароходо-корвет „Америка“», которую в 1899 году передал в Петербургский музей ВМФ.
В 1993 году директор банка «Находка» обратился в городской музей за фотографией Александр Болтина, чтобы вылить памятник первооткрывателю Находки, однако в музее фотографии не оказалось. Затем поиски фотографии Болтина проходили в архивах Санкт-Петербурга, однако и там фотография не нашлась. Она была найдена только в 1994 году в архивах Одессы.К сожалению, из-за закрытия банка идею создать памятник первооткрывателям Находки не получилось реализовать.
Как выяснилось в 1990-е годы, потомки А. А. Болтина проживали в Москве и о том, что их предок открыл бухту Находка впервые узнали от работников находкинского музея.